# Infrastruktura energetyczna

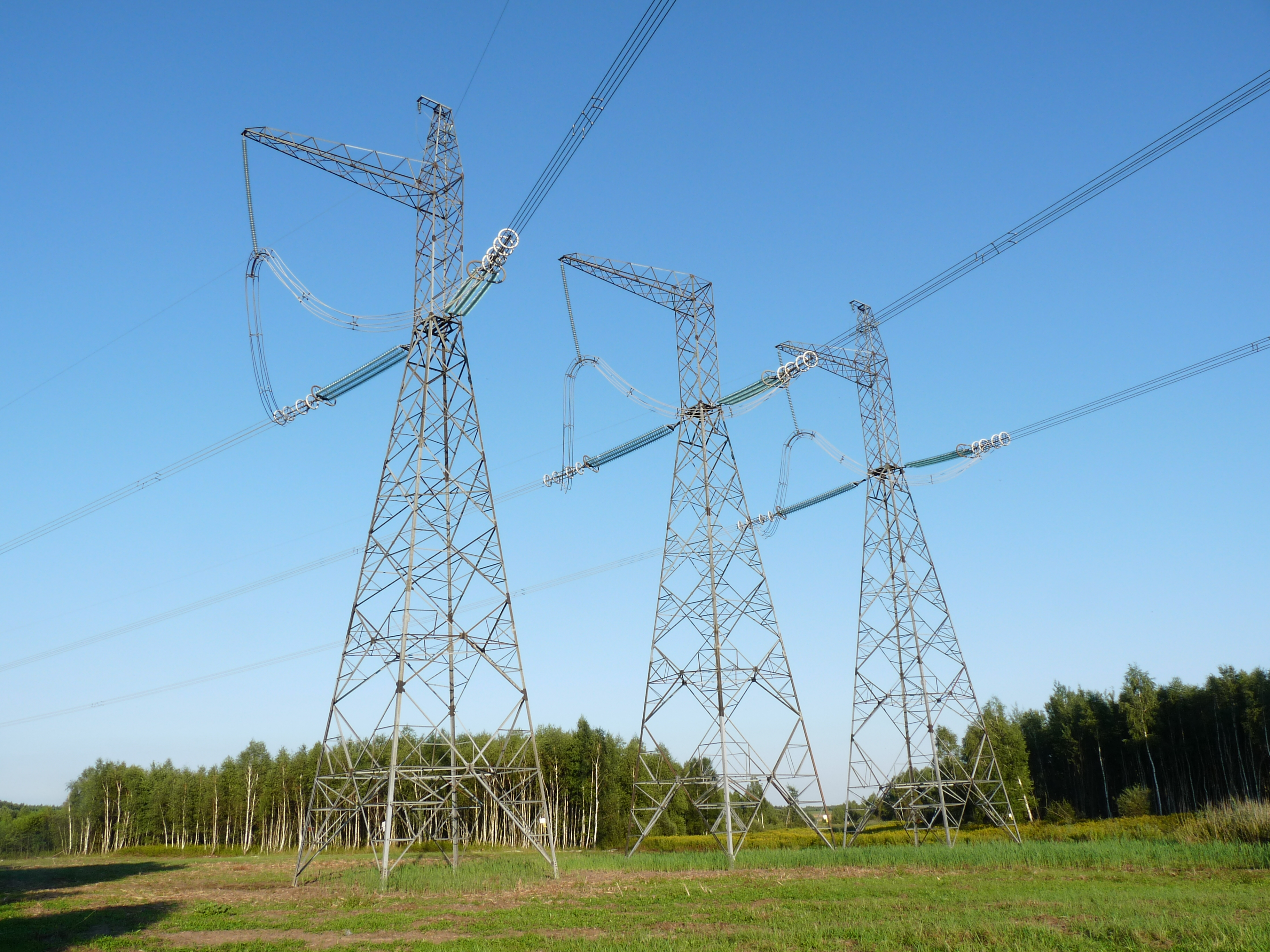
Infrastruktura energetyczna

Infrastruktura energetyczna – wszelkie fizyczne urządzenia lub obiekty, które należą do następujących kategorii:
a) w przypadku energii elektrycznej:
(i) infrastruktura do przesyłu;
(ii) infrastruktura do dystrybucji;
(iii) magazynowanie energii elektrycznej, definiowane jako obiekty służące do magazynowania energii elektrycznej, na stałe lub czasowo, w infrastrukturze naziemnej lub podziemnej lub na składowiskach, pod warunkiem że są bezpośrednio połączone z liniami przesyłowymi wysokiego napięcia zaprojektowanymi dla napięcia równego co najmniej 110 kV;
(iv) wszelkie urządzenia lub instalacje mające istotne znaczenie dla pewnego, bezpiecznego i efektywnego funkcjonowania systemów, o których mowa w ppkt (i)–(iii), w tym systemy ochrony i monitorowania oraz systemy sterujące na wszystkich poziomach napięcia i podstacji; oraz
(v) inteligentne sieci, zdefiniowane jako dowolny sprzęt, linia, kabel lub instalacja, zarówno na poziomie przesyłu, jak i dystrybucji niskiego i średniego napięcia, mające na celu dwukierunkową komunikację cyfrową w czasie rzeczywistym lub zbliżonym do czasu rzeczywistego, interaktywne i inteligentne monitorowanie wytwarzania energii elektrycznej, przesyłu, dystrybucji i zużycia energii oraz zarządzanie takim wytwarzaniem, przesyłem, dystrybucją i zużyciem w ramach sieci energetycznych w celu stworzenia sieci skutecznie integrującej zachowania i działania wszystkich podłączonych do niej użytkowników – wytwórców, odbiorców i użytkowników będących zarazem wytwórcami i odbiorcami – w celu zapewnienia efektywnego pod względem ekonomicznym, zrównoważonego systemu elektroenergetycznego o niskim poziomie strat i wysokim poziomie jakości oraz zabezpieczenia dostaw i bezpieczeństwa;
b) w przypadku gazu:
(i) rurociągi przesyłowe i dystrybucyjne do transportu gazu ziemnego i biogazu, stanowiące część sieci, z wyłączeniem rurociągów wysokociśnieniowych wykorzystywanych do dystrybucji gazu ziemnego na etapie poszukiwawczo-wydobywczym;
(ii) podziemne obiekty do magazynowania podłączone do gazociągów wysokociśnieniowych, o których mowa w ppkt (i);
(iii) obiekty do odbioru, magazynowania i regazyfikacji lub rozprężania skroplonego gazu ziemnego lub sprężonego gazu ziemnego; oraz
(iv) wszelkie urządzenia lub instalacje niezbędne do tego, by system mógł funkcjonować w sposób pewny, bezpieczny i skuteczny lub by umożliwić dwukierunkową przepustowość, m.in. w tłoczni gazu;
c) w przypadku ropy naftowej:
(i) rurociągi wykorzystywane do transportu ropy naftowej;
(ii) pompownie i obiekty do magazynowania niezbędne do eksploatacji rurociągów ropy naftowej;
(iii) wszelkie urządzenia lub instalacje istotne dla prawidłowego, bezpiecznego i efektywnego funkcjonowania systemu, w tym systemy ochronne, monitorujące i sterujące oraz infrastruktura zwrotnego przepływu;
d) w przypadku CO2: sieci rurociągów, w tym powiązane stacje wspomagające, służące do transportu CO2 na składowiska, w celu wprowadzenia CO2 do odpowiednich podziemnych formacji geologicznych, gdzie ma miejsce trwałe składowanie.